# Глостер Голдфинч
Глостер Голдфинч (енгл. Gloster Goldfinch) је једноседи британски ловачки авион који је производила фирма Глостер (енгл. Gloster). Први лет авиона је извршен 1927. године. 

Голдфинч је представљао потпуно металну верзију авиона Глостер Гејмкок. Упркос одличним летним особинама, победником конкурса F.9/26 проглашен је Бристол Булдог.
Највећа брзина у хоризонталном лету је износила 277 km/h. Размах крила је био 9,14 метара а дужина 6,78 метара. Био је наоружан са два митраљеза калибра 7,7 милиметара Викерс.

## Наоружање
| Наоружање авиона: Глостер Голдфинч |     |
| Ватрено (стрељачко) наоружање      |     |
| Топ                                |     |
| Митраљез                           |     |
| Број и ознака митраљеза            | 2   |
| Калибар                            | 7,7 |
| Бомбардерско наоружање (бомбе)     |     |
| Ракетно наоружање (ракете)         |     |